# Cornugonus opinatus
Cornugonus opinatus är en mångfotingart som först beskrevs av Karsch 1881.  Cornugonus opinatus ingår i släktet Cornugonus och familjen Harpagophoridae. Inga underarter finns listade i Catalogue of Life.